# Pittosporum collinum
Pittosporum collinum är en tvåhjärtbladig växtart som beskrevs av André Guillaumin. Pittosporum collinum ingår i släktet Pittosporum och familjen Pittosporaceae. Inga underarter finns listade.